# ぴよぴよ
ぴよぴよは2005年10月10日から2006年4月1日まで毎日放送ラジオ（MBSラジオ）で放送されていたラジオ番組。

## 放送時間
- 毎週月曜日（日曜深夜）1:50 - 2:30

## 備考
- ラジオクリエイターを新たに発掘する。
- 表現の機会がないアシスタントディレクターや構成作家らにクリエイター魂を披露する場を提供する。